# Kocurro
Kocurro (hiszp. Gaturro: la película, znany również jako Gaturro) – argentyńsko-indyjsko-meksykański film animowany z 2010 roku w reżyserii Gustavo Cova. Wyprodukowany przez meksykańskie studio Ánima Estudios i argentyńskie studio Illusion Studios. Film powstał na podstawie komiksu Cristiana Dzwonika pod tym samym tytułem. Film wykonany w techniką trójwymiarową CGI. 
Światowa premiera filmu miała miejsce 10 września 2010 roku. W Polsce premiera filmu odbyła się 18 stycznia 2013 roku na kanale Polsat z polskim dubbingiem.

## Opis fabuły
Kot Gaturro ma talent do pakowania się w kłopoty. Do tego jest nieszczęśliwie zakochany w kotce Agacie. Ona woli bogatego Maksa. Tymczasem telewizyjny gwiazdor Michou rezygnuje z granej przez siebie roli. Producent serialu musi znaleźć jego następcę. Zostaje nim Gaturro. Rola przynosi mu sławę, ale i kłopoty.

## Obsada

### Dubbing angielski
- Chris Edgerly jako Gaturro
- Jennifer Lopez jako Agatha
- Nathan Lane jako szczur Pit
- Jason Harris jako Max Garcia Aristizabal
- Jeff Bennett jako Federico Michou

### Dubbing hiszpański
- Mariano Chiesa jako Gaturro
- Agustina Crulink jako Agatha
- Pablo Gandolfo jako szczur Pit
- Leto Dugakin jako Max
- Valeria Gómez jako Katy Kit
- Gustado dardés jako Federico Michou
- Ándres Sala Rigler jjako Mimicha
- René Sagastume jako dyrektor Alplato
- Gustavo Bonfigli jako Daniel
- Lucila Gómez jako Luz
- Mara Campanelli jako Agustín

## Wersja polska
Wersja polska: dla Telewizji Polsat – DUBBFILM

Reżyseria: Dobrosława Bałazy

Dialogi: Kamila Klimas-Przybysz

Teksty piosenek: Andrzej Brzeski

Dźwięk i montaż: Renata Gontarz

Kierownictwo muzyczne: Piotr Gogol

Kierownictwo produkcji: Romuald Cieślak

W wersji polskiej wystąpili:
- Grzegorz Kwiecień – Kocurro
- Beata Jankowska-Tzimas – Agata
- Janusz Kruciński – Maciek Szczur
- Paweł Ciołkosz – Max
- Janusz Zadura
- Krzysztof Banaszyk
- Angelika Kurowska – Koteńka
- Kinga Tabor
- Beata Wyrąbkiewicz – Iza
- Anna Apostolakis
- Jacek Król
- Klaudiusz Kaufmann – Miauczuś
- Przemysław Stippa
- Waldemar Barwiński
- Mikołaj Klimek
- Wojciech Machnicki
- Agata Góral
- Miłosz Konkel
- Marta Dobecka
- Bożena Furczyk
- Marek Bocianiak
- Otar Saralidze
- Mirosław Wieprzewski

Śpiewali: Adam Krylik, Patrycja Kotlarska, Katarzyna Łaska, Kalina Gumińska, Artur Bomert, Michał Rudaś, Piotr Gogol
Lektor: Paweł Bukrewicz